# Macroinstrucción
Una macroinstrucción o macro, se refiere en el mundo de la informática a una instrucción en lenguaje ensamblador que es equivalente a otro grupo de instrucciones que, en conjunto, realizan una tarea más compleja. Esta equivalencia es definida por el programador con objeto de simplificar la tarea de escribir programas y reutilizar el código escrito. Este concepto es similar al de la subrutina pero se diferencia de ésta en su funcionamiento. Una macroinstrucción que aparece en un fichero fuente, es sustituida por el programa ensamblador en el fichero objeto por el grupo de instrucciones en lenguaje ensamblador que se han definido. Esta acción se denomina comúnmente expandir la macro. 
- Datos: Q6725145